# Глазков, Илья Михайлович
Илья Михайлович Глазков (1 августа 1922, Геническ, Запорожская губерния — 16 мая 1996, Минск) — государственный деятель БССР, доктор технических наук (1974).

## Биография
Участник партизанского движения в годы Великой Отечественной войны. Прошел путь от рядового бойца до комиссара партизанского отряда «Красногвардейский» бригады имени В. И. Ленина Щучинского партизанского соединения.
С 1944 года на комсомольской, хозяйственной и партийной работе. С 1951 года заведующий отделом Фрунзенского, с 1953 секретарь Ленинского РК КПБ города Минска. Окончил БПИ в 1954 году. С 1955 секретарь парткома, заместитель главного конструктора Минского автозавода.
С 1961 года начальник отдела, главный конструктор СКБ, начальник КБ, с 1971 года генеральный директор научно-производственного объединения в Минске. С 1974 года заместитель председателя Совета Министров БССР. Член ЦК КПБ с 1976. Депутат Верховного Совета БССР с 1975 года.
Умер в Минске 16 мая 1996 года.

## Награды
- Орден Ленина
- Орден Отечественной войны 1-й степени
- Орден Красного Знамени
- Орден Трудового Красного Знамени
- Орден Дружбы народов
- Удостоен звания почётного гражданина городов Щучина (1977) и Дятлово (1989) за активное участие в партизанском движении и Мостовского района.
- Государственная премия СССР (1973).

## Память
- Памятник на могиле на Восточном кладбище в Минске.